# Zpěvák

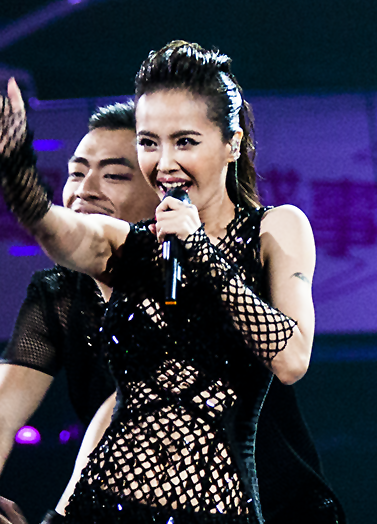
Zpěvačka

Zpěvák či pěvec je múzický umělec, který zpívá, hlasem interpretuje melodii a většinou i text. Širší význam slova má pojem vokalista. Takto označovaný hudebník může interpretovat i nemelodické zvuky.
Pod pojmem pěvec/pěvkyně se všeobecně rozumí vokální umělec/umělkyně interpretující vážnou (klasickou) hudbu, jako jsou opery, oratoria, písně (z oblasti vážné hudby) a jiné.

## Dějiny
Zpěváci v historii plnili nejen roli uměleckou, ale také (zejména) roli zábavní. O existenci a společenské úloze zpěváků – zvaných aiodos – informují již nejstarší literární prameny z doby antického Řecka (Ilias a Odysseia). V řecké mytologii byla jejich patronkou Múza Euterpé. Ve středověku byli šiřiteli kultury a zpráv. Např. v tzv. jarmarečních či kramářských písních vyprávěli skutečné příběhy a události. Jejich písně byly a jsou obrazem jazykové kultury společnosti.

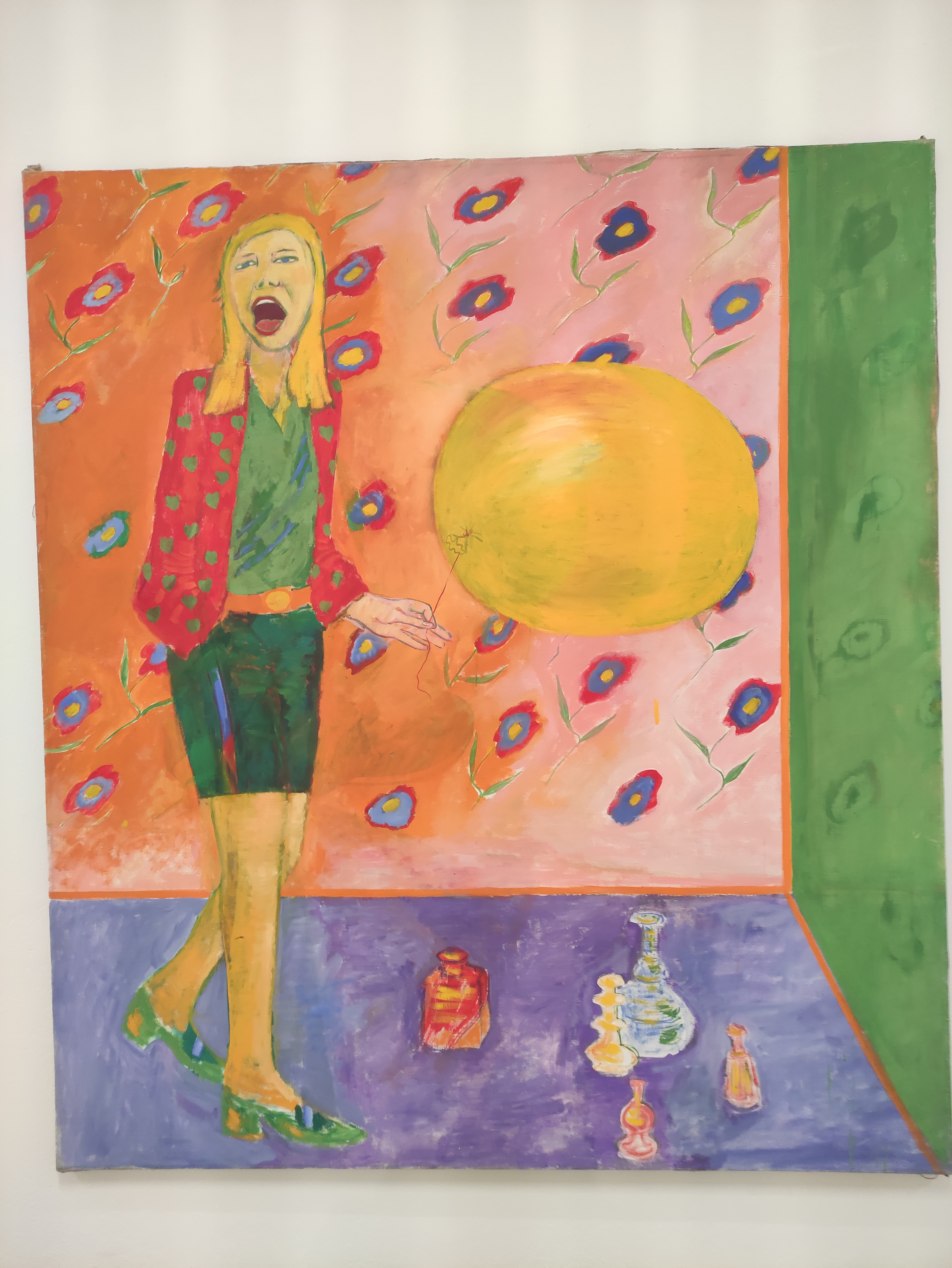
Zpěvačka, olejomalba z roku 1973, autor Jiří Sopko.

## Typologie

### Klasické dělení podle hlasů
- mužské hlasy
  - kontratenor – mužský hlas zpívající zvláštní technikou, zvukem je podobný falzetu, vyšší než tenor
  - tenor – vysoko položený mužský hlas
  - barytenor – položený mezi tenorem a barytonem
  - baryton – střední mužský hlas
  - basbaryton – mužský hlas položený mezi basem a barytonem
  - bas – nejnižší mužský hlas
- ženské hlasy
  - soprán – nejvyšší ženský hlas
  - mezzosoprán – střední ženský hlas
  - alt – nejnižší ženský hlas
  - kontraalt – výrazně nízký alt

### Nonartificiální zpěváci
Zatímco členění hlasů v operním zpěvu je historicky ustálené a kodifikované, v oblasti nonartificiální hudby (neumělecké; popové, jazzové, rockové) je členění mnohem volnější. K označením hlasů používaným hudebními kritiky patří např. „rockový chraplák“, „hardrockový ječák“, „popová kantiléna“. Zařazení zpěváka se děje obvykle podle žánru ve snaze o nalezení společných rysů jinak individuálního pěveckého projevu. Zatímco v současné „vážné“ hudbě existuje snaha o minimální zásahy do autorova díla, v populární hudbě se skladby mnohem více přizpůsobují konkrétnímu projevu zpěváka pomocí aranže.

## Popularita a soutěže zpěváků
Obliba zpěváků a zpěvaček populární hudby se projevuje v jejich umístění v různých anketách. V Československu, resp. v Česku je známá od roku 1971 anketa Zlatý slavík., resp. Český slavík  V těchto anketách fanoušci hodnotí jak písně, tak zpěváky a zpěvačky. Mnozí zpěváci se zúčastňují prestižních soutěží před odbornou porotou za účasti publika a často i televize. Příkladem byla Bratislavská lyra, v novodobé historii jsou to Česko zpívá či Česko Slovensko hledá SuperStar. Obdobné soutěže a ankety byly a jsou běžné v mnoha státech světa.  Známá je soutěž Eurovision Song Contest.

## Zastupování zpěváků
Většina kvalitních zpěváků byla i je zastoupena některou z řady agentur, s nimiž uzavírají smlouvu. Ty jim sjednávají podmínky, za nichž vystupují na koncertech.